# あぜりあ丸
あぜりあ丸は、神新汽船が運航していた貨客船。

## 概要
あじさい丸の代船として三菱重工業下関造船所で建造され、1988年2月16日に就航した。
共有建造制度を利用して建造された船舶整備公団（運輸施設整備事業団を経て鉄道建設・運輸施設整備支援機構へ改編）との共有船である。
フェリーあぜりあの就航により、2014年11月18日に引退した。
その後、ソロモン諸島へ海外売船され、ANJEANETTEと改名してホニアラ - ギゾ航路に就航している。

### 就航航路
神新汽船
- 下田港 - 利島 - 新島 - 式根島 - 神津島

## 設計
三層甲板型の貨客船で、船体は上部から航海船橋甲板、遊歩甲板、上甲板、倉内と呼称されていた。航海船橋甲板は操舵室および乗組員区画、遊歩甲板は旅客区画（一等船室、特二等船室、露天ベンチ席）、上甲板は旅客区画（二等船室、案内所、荷物室）、倉内は前方が旅客区画（二等船室）、後方が機関室となっていた。
船体の前部は長さ約6.6メートル、幅約5.3メートル、深さ約4.7メートルの貨物倉となっており、力量5トンのトムソン式デリックにより貨物を荷役した。
スラスタを装備していないため、離着岸時の回頭にアンカーを使用していた。減揺装置としてアンチローリングタンクを装備していたが、フィンスタビライザーは装備していなかった。発電機関は140kWの発電機と220PSの原動機を2セット搭載していた。

## 船内

### 船室
- 一等室 - 一等室では伝統的な飾り毛布のサービスが行われていた
- 特二等室
- 二等室
- 特別旅客室 - 航海船橋甲板に設置されていたが一般販売は行われていなかった

### 設備
船内に食堂・売店はないが、飲料・カップ麺の自動販売機が設置されていた。

## 事故・インシデント
- 1996年10月3日、11時45分ごろ、神津島港で荷役中、船体の動揺により吊り上げていた貨物が落下、乗組員2名が骨折した。事故発生当時、天候は晴で風力5の東の風が吹いており、台風の影響で波高約1.3メートルの波浪があった[2]。
- 2010年1月8日、9時10分ごろ、下田港で荷役中、乗組員1名がハッチカバーに手を挟まれ、骨折などの重傷を負った[3]。